# 丹南郡
- 令制国一覧 > 畿内 > 河内国 > 丹南郡
- 日本 > 近畿地方 > 大阪府 > 丹南郡

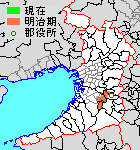
大阪府丹南郡の位置

丹南郡（たんなんぐん）は、かつて河内国・堺県・大阪府にあった郡。

## 郡域
1880年（明治13年）に行政区画として発足した当時の郡域は、概ね下記の区域にあたる。
- 大阪狭山市の全域
- 堺市
  - 東区の大部分（野尻町・白鷺町・引野町・菩提町・石原町・八下町を除く）
  - 美原区の大部分（菩提・大饗・小寺・石原を除く）
- 松原市の一部（丹南）
- 羽曳野市の一部（南恵我之荘・島泉の各一部を除く野々上、はびきの、羽曳が丘、埴生野以西）
- 藤井寺市の一部（恵美坂、北岡、岡、御舟町、東藤井寺町、藤ケ丘より南西）

## 歴史

### 古代
平安時代後期、丹比郡が丹南郡と丹北郡に分けられて設置された。

### 近世以降の沿革
- 「旧高旧領取調帳」に記載されている明治初年時点での支配は以下の通り。○は村内に寺社除地[2]が存在。（52村）

| 知行   | 知行               | 村数 | 村名 |
| ------ | ------------------ | ---- | --- |
| 幕府領 | 幕府領             | 18村 | ○野中村、関茶屋新田、高松新田、○多治井村、○河原城村、○南宮村、○北宮村、○垣生野新田、伊賀村、○野々上村、○岡村、○小平尾村、○阿弥村、○平尾村、丈六新田、○岩室村、○今熊村、西山新田 |
| 幕府領 | 旗本領             | 4村  | 草尾新田、○田中新田、西野新田、山本新田 |
| 藩領   | 河内丹南藩         | 11村 | ○北村、○南余部村、○太井村、○北余部村、○黒山村、○野村、樫山村、丹南村、西川村、○菅生村、○北野田村                                                                                |
| 藩領   | 上野館林藩         | 9村  | ○西村、○原寺村、○大保村、丹下村、○南島泉村、○高松村、○丈六村、○南野田村、○茱萸木新田                                                                                            |
| 藩領   | 河内狭山藩         | 5村  | ○今井村、郡戸村、○丹上村、○池尻村、○真福寺村 |
| 藩領   | 相模小田原藩       | 3村  | ○藤井寺村、大野新田、○半田村 |
| 藩領   | 丹南藩・館林藩     | 1村  | ○東野村 |
| 藩領   | 館林藩・近江膳所藩 | 1村  | 向野村 |

- 慶応4年

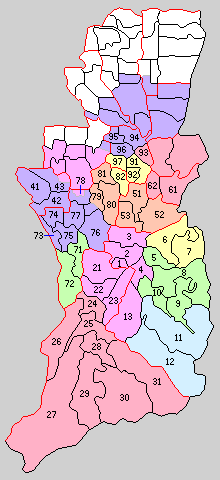
71.狭山村 72.三都村 73.大艸村 74.日置荘村 75.野田村 76.平尾村 77.黒山村 78.丹南村 79.丹北村 80.埴生村 81.高鷲村 82.長野村（左紫：堺市 橙：羽曳野市 上黄：藤井寺市 左緑：大阪狭山市 上桃：松原市 1 - 13は石川郡 21 - 31は錦部郡 41 - 43は八上郡 51 - 53は古市郡 61・62は安宿部郡 91 - 97は志紀郡）

  - 2月 - 幕府領・旗本領が大坂裁判所司農局の管轄となる。
  - 5月2日（1868年6月21日） - 大坂裁判所司農局の管轄地域が大阪府司農局の管轄となる。
  - 6月8日（1868年7月27日） - 大阪府司農局の管轄地域が大阪府南司農局の管轄となる。
  - 6月 - 戊辰戦争後の処分により小田原藩が減封となり、本郡内の領地が消滅。
- 明治2年
  - 1月20日（1869年3月2日） - 大阪府南司農局の管轄地域が河内県の管轄となる。
  - 8月2日（1869年9月7日） - 河内県の管轄地域が堺県の管轄となる。
  - 12月26日（1870年1月27日） - 狭山藩が廃藩。管轄地域が堺県の管轄となる。
- 明治4年
  - 7月14日（1871年8月29日） - 廃藩置県により藩領が丹南県、館林県、膳所県の管轄となる。
  - 11月14日（1871年12月25日） - 第1次府県統合により、館林県の管轄地域が栃木県の管轄となる。
  - 11月22日（1872年1月2日） - 第1次府県統合により、全域が堺県の管轄となる。
- 明治7年（1874年）1月22日 - 大区小区制の堺県での施行により、河内国第1大区となる。
- 明治13年（1880年）4月15日 - 郡区町村編制法の堺県での施行により、行政区画としての丹南郡が発足。古市郡古市村の真蓮寺に「古市郡役所」が設置され、同郡および石川郡・錦部郡・八上郡・安宿部郡・志紀郡とともに管轄。古市郡役所はまもなく改称して「石川錦部八上古市安宿部丹南志紀郡役所」となる。
- 明治14年（1881年）2月7日 - 大阪府の管轄となる。
- 明治16年（1883年） - 郡役所が石川郡富田林村の興正寺別院に移転。
- 明治17年（1884年） - 丈六新田が西野新田に合併。（51村）
- 明治22年（1889年）4月1日 - 町村制の施行により、下記の各村が発足。（12村）
  - 狭山村 ← 池尻村、半田村、東野村（現・大阪狭山市）
  - 三都村 ← 茱萸木新田、西山新田、山本新田、大野新田、今熊村、岩室村（現・大阪狭山市）
  - 大艸村 ← 草尾新田、高松新田、関茶屋新田（現・堺市東区）
  - 日置荘村 ← 西村、北村、原寺村、田中新田（現・堺市東区）
  - 野田村 ← 北野田村、南野田村、高松村、丈六村、西野新田（現・堺市東区）
  - 平尾村 ← 平尾村、小平尾村、菅生村（現・堺市美原区）
  - 黒山村 ← 黒山村、阿弥村、太井村、南余部村、北余部村（現・堺市美原区）
  - 丹南村 ← 丹南村（現・松原市）、丹上村、真福寺村、大保村、今井村（現・堺市美原区）
  - 丹比村 ← 郡戸村、河原城村、野村、樫山村（現・羽曳野市）、多治井村（現・堺市美原区）
  - 埴生村 ← 伊賀村、向野村、埴生野新田、野々上村（現・羽曳野市）
  - 高鷲村 ← 南島泉村、南宮村、北宮村、西川村、丹下村、丹北郡島泉村、東大塚村（現・羽曳野市）
  - 長野村 ← 藤井寺村、野中村、岡村（現・藤井寺市）
- 明治29年（1896年）4月1日 - 郡制の施行のため、志紀郡三木本村を除く「石川錦部八上古市安宿部丹南志紀郡役所」が管轄する各郡の区域をもって南河内郡が発足。同日丹南郡廃止。

## 行政
古市郡長→堺県石川・錦部・八上・古市・安宿部・丹南・志紀郡長
| 代 | 氏名     | 就任年月日                | 退任年月日               | 備考         |
| -- | -------- | ------------------------- | ------------------------ | ------------ |
| 1  | 稲垣謙蔵 | 明治13年（1880年）4月16日 | 明治14年（1881年）2月6日 | 大阪府に移管 |

大阪府石川・錦部・八上・古市・安宿部・丹南・志紀郡長
| 代   | 氏名     | 就任年月日                | 退任年月日                | 備考                                                                                           |
| ---- | -------- | ------------------------- | ------------------------- | ---------------------------------------------------------------------------------------------- |
| 1    | 稲垣謙蔵 | 明治14年（1881年）2月7日  | 明治14年（1881年）4月14日 |                                                                                                |
| 2    | 増田濶   | 明治14年（1881年）4月14日 | 明治19年（1886年）5月3日  |                                                                                                |
| 3    | 弘道輔   | 明治19年（1886年）5月3日  | 明治25年（1892年）6月2日  |                                                                                                |
| 4    | 山口昌寿 | 明治25年（1892年）6月2日  | 明治26年（1893年）5月31日 |                                                                                                |
| 5    | 島田祐信 | 明治26年（1893年）5月31日 | 明治28年（1895年）5月11日 |                                                                                                |
| 代理 | 岡村亨   | 明治28年（1895年）5月11日 | 明治28年（1895年）7月10日 |                                                                                                |
| 6    | 深瀬和直 | 明治28年（1895年）7月10日 | 明治29年（1896年）3月31日 | 石川郡・錦部郡・八上郡・古市郡・安宿部郡および三本木村を除く志紀郡全域との合併により丹南郡廃止 |